# Daniel Mornet
Daniel Mornet (Bourges, 21 de marzo de 1878 - Méry-sur-Cher 16 de septiembre de 1954) fue un historiador y crítico literario francés.

## Trayectoria
Alumno de la Escuela Normal Superior de la parisina calle Ulm (1899), en 1902, consiguió su agregación en letras. Empezó a preparar su tesis sobre el sentimiento ante la naturaleza a finales del siglo XVIII, y que presentó en 1907: Le sentiment de la nature en France: de J.J. Rousseau à Bernardin de Saint Pierre. Entonces pasó a ser profesor del instituto de Toulouse.
Fue subteniente en el regimiento de infantería 276, en la Primera Guerra Mundial, y publicará sus experiencias en el frente, en las trincheras, en un libro de valiosa documentación: Tranchées de Verdun, 1918.
Desde marzo de 1928 fue profesor universitario en París; explicó Historia de la literatura francesa del siglo XVIII en la Sorbonne; fue decano de la Facultad de Letras.
Daniel Mornet fue básicamente un historiador de la literatura, pero asimismo un hondo y comprometido historiador de la sociedad. Alumno del crítico positivista, decimonónico Gustave Lanson, analizó los textos integrándolos asimismo en cada situación histórica.
Entre sus obras se cuentan dos clásicos: El Romanticismo en Francia en el siglo XVIII (1912), y El pensamiento francés en el siglo XVIII (1926). Pero también destacó mucho su estudio Les origines intellectuelles de la Révolution française, 1933, que se considera una cumbre en los estudios sobre la Ilustración y sus efectos en la sociedad.
Presidió la Société d'histoire littéraire. Y dirigió la Revue d'Histoire littéraire de la France entre 1922 y 1945.

## Obras
- El sentimiento de la naturaleza en Francia de Rousseau a Bernardin de Saint-Pierre, París, 1907.
- Le Romantisme en France au XVIII siecle, París, 1912.
- La Pensée française au XVIIIe siècle, París, 1926. Trad. El pensamiento francés en el siglo XVIII: el trasfondo intelectual de la Revolución francesa, Madrid, Alianza, 1988, ISBN 978-84-2062434-9
- Les Origines intellectuelles de la Révolution française, 1933, Lyon 1989, París 2009. Trad. por Carlos A. Fayard Los orígenes intelectuales de la Revolución Francesa, 1715-1787, Buenos Aires, Paidós, Biblioteca de Psicología Social y Sociología, 1969
- Rousseau, l'homme et l'oeuvre, París 1950.

### Otras obras
- Jean-Marie Clopinet, Tours, 1907 (novela)
- Jean qui roule, Tours, 1910 (novela)
- Le Retour au pays, Tours, 1912 (novela)
- Les sciences de la nature en France, au XVIIIe siècle. Un chapitre de l'histoire des idées, París, 1911, y Genf 2001
- (con Henri Bornecque 1871-1935) Rome et les Romains. París 1912 (libro de texto)
- Tranchées de Verdun, juillet 1916-mai 1917, París 1918, Nancy/París 1990 (su informe sobre la guerra).
- La Nouvelle Héloïse de Jean-Jacques Rousseau. Etude et analyse, París, 1929
- Histoire de la clarté française, París, 1929
- Histoire générale de la littérature française (exposée selon une méthode nouvelle), París, 1939 (libro de texto)
- Histoire de la littérature française classique, 1660-1700, ses caractères véritables, ses aspects inconnus, París, 1940, 1947
- Diderot. L'homme et l'œuvre, París, 1941
- Nicolas Boileau, París, 1941
- Jean Racine, París, 1943
- Molière, París, 1943
- L'Alexandrin français dans la deuxième moitié du XVIIIe siècle. Edición reimpresa de BiblioLife, 100 pp. 2009 ISBN 1113096993, ISBN 9781113096999